# Loška Koritnica
Loška Koritnica je slikovita ledeniška dolina v Triglavskem narodnem parku, ki jo obdaja 15 dvatisočakov.  V zatrepu doline pod Mangartom izvira reka Koritnica, ki teče skozi 60 m globoko sotesko (Kluška korita) do izliva v Sočo pri Bovcu (Vodenca). Po dolini je potekala pomembna strateška pot iz Posočja v Alpe. Edina vas v dolini je Log pod Mangartom, ki ga sestavljata naselji Spodnji in Gorenji Log, k dolini prištevamo še naselje Strmec, ki leži višje ob Predelski cesti, in manjši zaselek na prelazu Predel.

## Geografija
Loška Koritnica je ena lepših alpskih dolin. Leži na skrajnem severozahodu Slovenije. V dolino vstopamo na severu čez prelaz Predel (1.156 m) na meji z Italijo in na jugu skozi sotesko Kluže pri Bovcu. Z vseh strani jo obdajajo mogočni dvatisočaki: Mangart (2.679 m), Kotovo sedlo (2.134 m), Jalovec (2.645 m), Loške stene (Plešivec (2184 m), Bavh (2186 m), Vrh Goleževice (2119 m ), Bedinji vrh (2175 m), Morež (2261 m), Briceljk (2346 m), Oltarji (2208 m), Vrh Rup (2245 m), Oblica (2246 m) in Vrh Krnice (2234 m)), Rombon (2344 m), Jerebica (2.125 m) ... Reka Koritnica od izvira na Koritniški planini do sotočja s Sočo ustvarja številne naravne posebnosti (Velika korita, soteska, slikoviti pritoki (Možnica), slapovi). V najožjem delu doline stoji trdnjava Kluže. V dolini je veliko slapov (plezanje po ledenih slapovih) in hudourniških grap.

## Zgodovina
Po dolini Loške Koritnice je tekla prastara jantarska in starorimska pot od Ogleja v Norik, s postojanko Ad Laricem. Skozi dolino so hodili turški in Napoleonovi vojaki, tu je bilo med prvo svetovno vojno neposredno zaledje soške fronte.

## Log pod Mangartom
Log pod Mangartom, alpska vas pod Loško steno, sodi med najprivlačnejše naselbine v Triglavskem narodnem parku. Od tod vodijo poti v »dolino stoterih slapov«, botaničnih vsebin Mangarta ter najvišje ležeče slovenske ceste do Mangartskega sedla (2072 m). Skozi vas teče Predelica, desni pritok Koritnice. V vasi je gotska cerkev sv. Štefana z Groharjevimi freskami, vojaško pokopališče padlih v prvi svetovni vojni, skrivnosten vhod v sicer zaprt rudniški predor, ki vodi v nekdanji rudnik svinca in cinka v Rajblu v Italiji.
Zgodovino kraja so zaznamovale neredke naravne nesreče - poplave, potresi in  plaz, ki se je 17. novembra 2000 sprožil izpod Stožja in po dolini Mangartskega potoka dosegel Log pod Mangartom.

## Trdnjava Kluže
Na najožjem delu doline Koritnice, kjer je reka med pobočjema Rombona in Loške stene vrezala 70 m globoka in le nekaj metrov široka korita, stoji trdnjava Kluže. Prvotna beneška trdnjava je bila postavljena v času turških vpadov na Goriško (1471-1478). Po letu 1509 je trdnjava Kluže prešla v roke Avstrijcev. Leta 1797 so jo na osvajalski poti iz Gorice proti Predelu zasedli in porušili Francozi. Pod Avstro-Ogrsko so v letih 1881-1882 podrli ostanke stare trdnjave in na istem mestu zgradili novo. Poimenovali so jo Bovške Kluže (Flitscher Klause). V prvi svetovni vojni je bil tu sedež Avstro-Ogrske garnizije, tik za frontno črto. Po drugi svetovni vojni je trdnjava izgubila svojo vlogo in bila prepuščena času. Med letoma 1987-1991 je bila s spomeniško varstveno akcijo zaščitena in urejena.

## Reka Koritnica
Po dolini teče reka Koritnica, ki izvira v zatrepu doline pod Mangartom, na Koritniški planini. Pritoki reke Koritnice skrivajo številne tolmune in slapove (Fratarica, z dvaindvajsetimi slapovi; Možnica z obsežnim povirjem, s 150 m dolgimi, 2,5 m širokimi in 30 m globokimi koriti v slapovih; nekaj posebnega je slap, ki pada skozi naravno okno). Pri Trdnjavi Kluže je Koritnica izdolbla 200 m dolga in 70 m globoka Velika korita. Reka teče naprej do kilometer dolge in le do 20 m široke soteske, nato pa po razgibani strugi do sotočja z reko Sočo pri Bovcu (Vodenca). 
Desni pritoki Koritnice so Ilovec, Predelica, Roja, Možnica (Nemčlja); levi pritoki pa Kaluder, Fratarica ter Šumnik, ki priteče iz doline Bavšice. Ostali pritoki so hudourniki.

## Seznam naravnih vrednot državnega pomena
- Korita Koritnice nad sotočjem z Možnico (geomorfološkega, hidrološkega pomena)
- Korita Koritnice pri Klužah (geomorfološkega, hidrološkega pomena)
- Korita Koritnice pod cestnim mostom med Klužami in Logom pod Mangartom (geomorfološkega, hidrološkega pomena)
- Nahajališče fosilov v Loški Koritnici, geološkega pomena
- Stena nad Loško Koritnico, sestoj črnega bora (Pinus nigra) (geomorfološkega, hidrološkega, botaničnega pomena)
- Izviri, potok, soteska in korita Možnice, desnega pritoka Koritnice (geomorfološkega, hidrološkega, botaničnega pomena)
- Dolina Možnice, desnega pritoka Koritnice s pritoki, koriti, slapovi in zatrepom (geomorfološkega, hidrološkega, botaničnega pomena)
- Naravni most v koritih Možnice, desnem pritoku Koritnice (geomorfološkega pomena)
- Slap in naravno okno na Možnici, desnem pritoku Koritnice (geomorfološkega, hidrološkega pomena)
- Spodnja korita Možnice, desnega pritoka Koritnice (geomorfološkega, hidrološkega pomena)

## Zunanji vir
- Primorske stene